# U-752
Unterseeboot 752 foi um submarino alemão do Tipo VIIC, pertencente a Kriegsmarine que atuou durante a Segunda Guerra Mundial.

## Comandantes
| Comandante                   | Data                                    |
| ---------------------------- | --------------------------------------- |
| KrvKpt. Karl-Ernst Schroeter | 24 de maio de 1941 - 23 de maio de 1943 |

## Subordinação
Durante o seu tempo de serviço, esteve subordinado às seguintes flotilhas:
| Período                                  | Flotilha                                  |
| ---------------------------------------- | ----------------------------------------- |
| 24 de maio de 1941 - 1 de agosto de 1941 | 3. Unterseebootsflottille (treinamento)   |
| 1 de agosto de 1941 - 23 de maio de 1943 | 3. Unterseebootsflottille (serviço ativo) |

## Operações conjuntas de ataque
O U-752 participou das seguinte operações de ataque combinado durante a sua carreira:
- Rudeltaktik Westwall (2 de março de 1942 - 12 de março de 1942)
- Rudeltaktik Hai (3 de julho de 1942 - 21 de julho de 1942)
- Rudeltaktik Schlagetot (9 de novembro de 1942 - 21 de novembro de 1942)
- Rudeltaktik Habicht (10 de janeiro de 1943 - 19 de janeiro de 1943)
- Rudeltaktik Haudegen (19 de janeiro de 1943 - 9 de fevereiro de 1943)
- Rudeltaktik Amsel 3 (4 de maio de 1943 - 6 de maio de 1943)
- Rudeltaktik Rhein (7 de maio de 1943 - 10 de maio de 1943)
- Rudeltaktik Elbe 1 (10 de maio de 1943 - 14 de maio de 1943)
- Rudeltaktik Oder (17 de maio de 1943 - 19 de maio de 1943)
- Rudeltaktik Mosel (19 de maio de 1943 - 23 de maio de 1943)